# Доблестни мъже
„Доблестни мъже“ (на английски: A Few Good Men) е американски съдебен драматичен филм от 1992 г. на режисьора Роб Райнър, във филма участват главния състав Том Круз, Джак Никълсън и Деми Мур, с Кевин Бейкън, Кевин Полак, Волфганг Бодисън, Джеймс Маршъл, Джей Ти Уолш и Кийфър Съдърланд в поддържащите роли. Филмът е адаптация на Арън Соркин от едноименната му пиеса през 1989 г., но включва приноси от Уилям Голдман.

## Актьорски състав
| Актьор              | Роля             |
| ------------------- | ---------------- |
| Том Круз            | Даниъл Кафи      |
| Джак Никълсън       | Нейтън Джесъп    |
| Деми Мур            | Джоан Галоуей    |
| Кевин Бейкън        | Джак Рос         |
| Кийфър Съдърланд    | Джонатан Кендрик |
| Кевин Полак         | Сам Уайнбърг     |
| Улфганг Бодисън     | Харолд Доусън    |
| Джеймс Маршал       | Лаудън Дауни     |
| Джей Ти Уолш        | Матю Маркинсън   |
| Джей Ей Престън     | Джулиъс Рандолф  |
| Майкъл Делорензо    | Уилям Сантяго    |
| Ноа Уайли           | Джефри Барнс     |
| Куба Гудинг Джуниър | Карл Хаммейкър   |
| Зандър Бъркли       | Уитакър          |

## Награди и номинации
| Награда                              | Категория                          | Номиниран(и)            | Резултат  |
| ------------------------------------ | ---------------------------------- | ----------------------- | --------- |
| Награди на филмовата академия на САЩ | Най-добър филм                     | Най-добър филм          | номинация |
| Награди на филмовата академия на САЩ | Най-добър звук                     | Най-добър звук          | номинация |
| Награди на филмовата академия на САЩ | Най-добър филмов монтаж            | Най-добър филмов монтаж | номинация |
| Награди на филмовата академия на САЩ | Най-добра поддържаща мъжка роля    | Джак Никълсън           | номинация |
| Златен глобус                        | Най-добър филм – драма             | Най-добър филм – драма  | номинация |
| Златен глобус                        | Най-добър режисьор                 | Роб Райнър              | номинация |
| Златен глобус                        | Най-добър сценарий                 | Арън Соркин             | номинация |
| Златен глобус                        | Най-добър актьор в драматичен филм | Том Круз                | номинация |
| Златен глобус                        | Най-добър поддържащ актьор         | Джак Никълсън           | номинация |

## Български дублаж
| Преводач           | Йорданка Василева                                                             |
| Тонрежисьор        | Димитър Кръстев                                                               |
| Озвучаващи артисти | Ани Василева Георги Георгиев-Гого Васил Бинев Светозар Кокаланов Борис Чернев |